# Пухка гірська порода
Пухка́ гірська́ поро́да (рос. рыхлая горная порода, англ. loose rock; нім. Lockergestein n) — гірська порода, яка складається з незцементованих або слабко зцементованих уламків.
Наприклад, пісок, гравій, лес, галечник. Розрізняють первинну і вторинну (з цементом, видаленим водою чи ін. розчинниками) П.г.п.